# Ethlinn la dea nascosta
Ethlinn. La dea nascosta è un romanzo fantasy del 2003 di Egle Rizzo. È stato il libro di debutto della giovane autrice italiana, pubblicato nel mese di aprile 2003 presso la casa editrice Dario Flaccovio Editore.

## Trama
Ambientato in un mondo fantastico, il libro presenta temi sociali piuttosto in vista nella società odierna: l'eterna lotta tra scienza e religione, tradotta in un inequivocabile conflitto tra tuniche nere e 
tuniche bianche.
L'intero romanzo si destreggia fra tre filoni principali, apparentemente scollegati tra di loro, che si svolgono autonomamente, per poi concludersi in un unico finale.
Durante tutto il libro, inoltre, non è mai data la conferma dell'esistenza degli dei: la scrittrice si diverte a lasciare ai lettori la facoltà di decidere da sé.